# 14499 Satotoshio
14499 Satotoshio (1995 VR1) là một tiểu hành tinh vành đai chính được phát hiện ngày 15 tháng 11 năm 1995 bởi K. Endate và K. Watanabe ở Kitami.